# La Montañesa
La Montañesa ist eine Ortschaft in Uruguay.

## Geographie
La Montañesa befindet sich auf dem Gebiet des Departamento Canelones in dessen Sektor 17. Der Ort liegt wenige Kilometer nördlich der Küste des Río de la Plata und der dortigen Küstenorte Neptunia und El Pinar. In nördlicher Richtung sind Empalme Olmos und Piedra del Toro gelegen. Wenige Kilometer westlich befindet sich Pando.

## Infrastruktur
Der Ort liegt an der Ruta 34.

## Einwohner
Die Einwohnerzahl von La Montañesa beträgt 396 (Stand 2011).
| Jahr | Einwohner |
| ---- | --------- |
| 1963 | 111       |
| 1975 | 146       |
| 1985 | 254       |
| 1996 | 316       |
| 2004 | 326       |
| 2011 | 396       |

Quelle: Instituto Nacional de Estadística de Uruguay